# جان کارترایت (بازیکن فوتبال)
جان کارترایت (انگلیسی: John Cartwright؛ زادهٔ ۵ نوامبر ۱۹۴۰) بازیکن فوتبال اهل بریتانیا است.
از باشگاه‌هایی که در آن بازی کرده‌است می‌توان به باشگاه فوتبال وستهام یونایتد، باشگاه فوتبال کریستال پالاس، باشگاه فوتبال بث سیتی، و باشگاه فوتبال ویمبلدون اشاره کرد.
وی همچنین در تیم ملی فوتبال زیر ۱۸ سال انگلستان بازی کرده‌است.